# Glória
Glória este un oraș în statul Bahia (BA) din Brazilia.